# Kolonia (Wkra)
Kolonia – część wsi Wkra w Polsce, położona w województwie mazowieckim, w powiecie ciechanowskim, w gminie Glinojeck.
W latach 1975–1998 Kolonia administracyjnie należała do województwa ciechanowskiego.
Mieszkańcy należą do rzymskokatolickiej parafii św. Stanisława Biskupa Męczennika w Glinojecku.